# Stans
Stans ist eine politische Gemeinde und der Hauptort des Kantons Nidwalden in der Schweiz.

## Geographie
Das Dorf Stans liegt zwischen den Bergen Stanserhorn und Buochserhorn sowie dem westlichen Ausläufer des Bürgenstocks. Nachbargemeinden sind Ennetmoos und Stansstad im Westen, Oberdorf, Ennetbürgen und Buochs im Osten und Dallenwil im Süden, wobei Stansstad, Ennetbürgen und Buochs am Vierwaldstättersee liegen.
Vom gesamten Gemeindegebiet werden 43,7 % landwirtschaftlich genutzt. Weitere 36,5 % werden von Wald und Gehölz bedeckt. Nebst 2,6 % unproduktiver Fläche sind 17,2 % Siedlungsfläche.

## Geschichte

Stans, historisches Luftbild von 1923, aufgenommen aus 600 Metern Höhe von Walter Mittelholzer

Stanz auf der Dufourkarte (1864)

Die gallo-römischen Brandgräber aus dem 2. Jahrhundert v. Chr. sind die frühesten Spuren menschlicher Anwesenheit in Nidwalden. Der Name Stans, der sich vom lateinischen Wort stagnum (Teich, stehendes Gewässer) herleitet, ist ein weiteres Indiz dafür. Die Gemeinde wurde erstmals 1172 erwähnt. Stanz war eine frühere Schreibweise des Namens.
In Stans wurde 1481 das Stanser Verkommnis geschlossen, mit dem Freiburg und Solothurn in den Bund der Eidgenossen aufgenommen wurden.
1798 wurde Stans von französischen Truppen angegriffen, da Nidwalden sich gegen die neue Helvetische Verfassung von Napoléon Bonaparte auflehnte. Nach diesen Schreckenstagen von Nidwalden nahm der Lehrer Johann Heinrich Pestalozzi die zu Waisen gewordenen Kinder in seine erste Schule auf.
Die Nidwaldner Landsgemeinde wurde bis zu ihrer Abschaffung 1997 in Oberdorf abgehalten.

## Sehenswürdigkeiten
- Die Hauptsehenswürdigkeiten von Stans sind das Stanserhorn auf 1898 m ü. M., welches durch die Stanserhorn-Bahn erschlossen ist, der Dorfplatz, die 1641–1647 gebaute Kirche St. Peter und Paul, das Kloster St. Klara, das Winkelried-Denkmal von Ferdinand Schlöth sowie das Winkelriedhaus.
- In der ehemaligen Kapuzinerkirche sind Andachtsbilder des Schweizer Heiligen Niklaus von Flüe sowie des libanesischen Heiligen Scharbel Machluf aufgestellt, die beide eine ganz ähnliche Vita haben und deren Bedeutung für die geistig-religiöse Tradition ihrer Heimatländer ebenfalls Ähnlichkeiten aufweist.
- Das Höfli, auch Rosenburg genannt, ein Profanbau, dessen Ursprung im 14. Jahrhundert liegt.
- Die Schmiedgasse ist einer der ältesten Dorfteile von Stans. In der Gasse ist auch das Waltersbärgli, das älteste Haus von Stans.

## Bilder

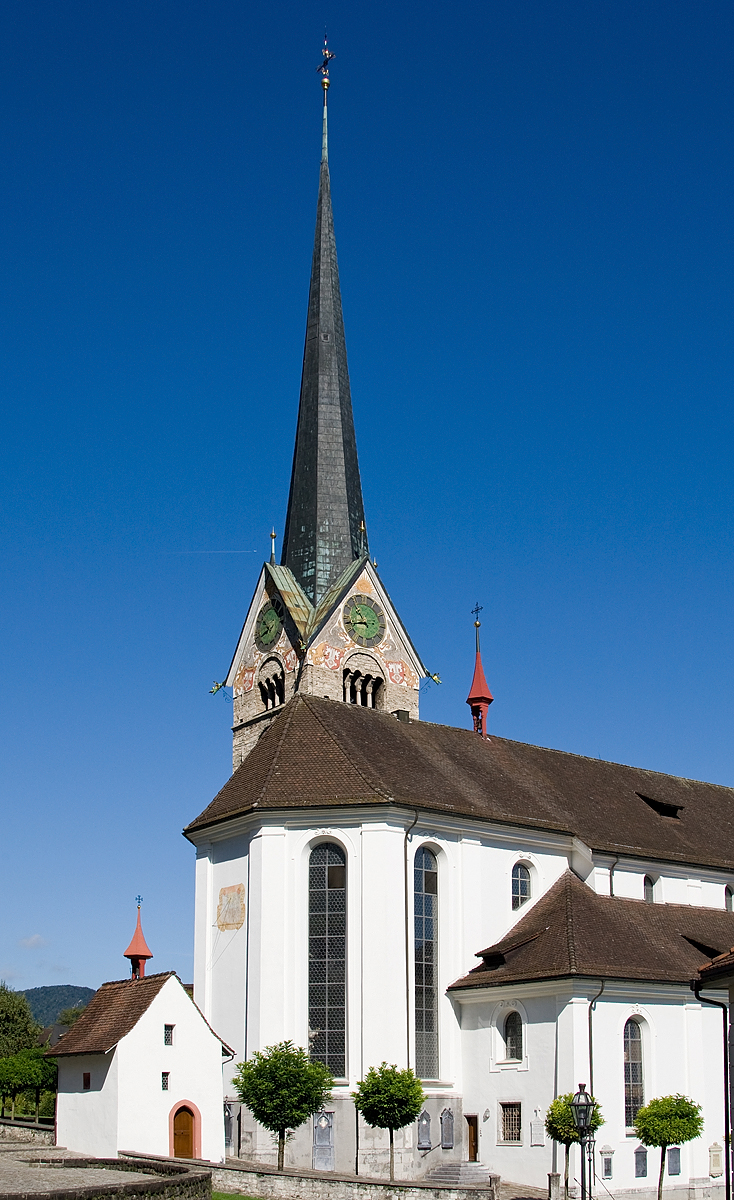
Pfarrkirche St. Peter und Paul
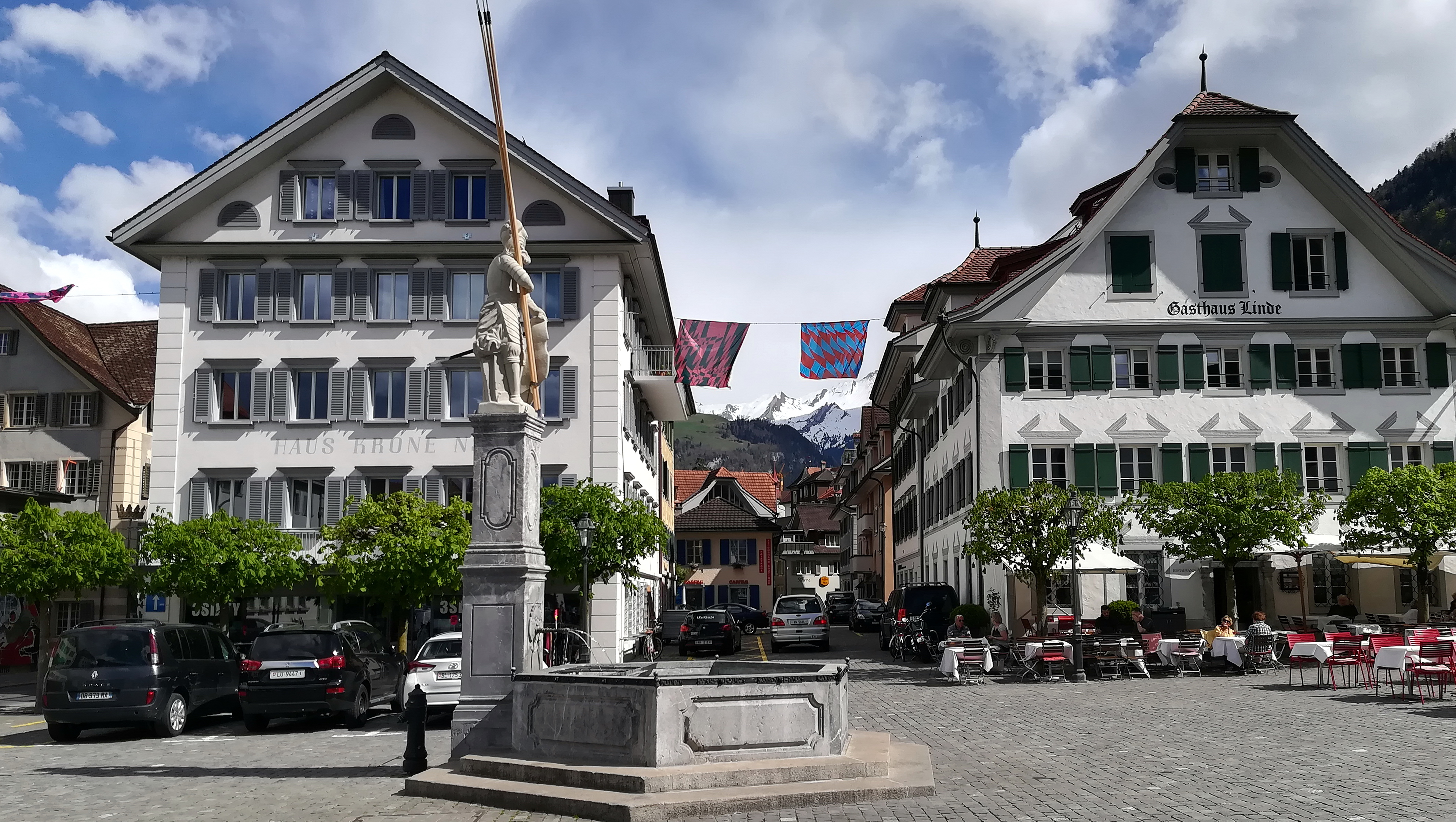
Dorfplatz mit Brunnen
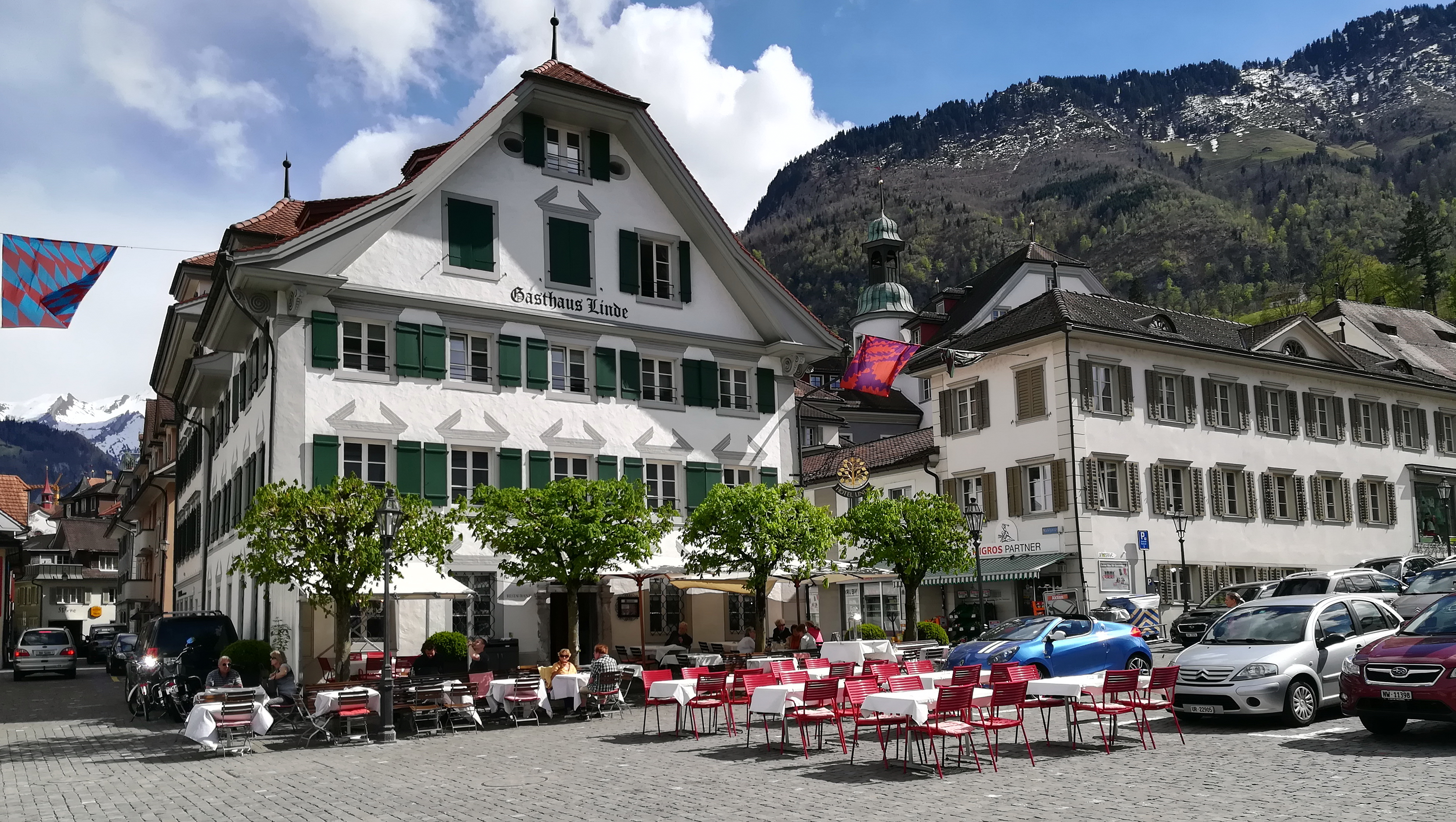
Dorfplatz von Stans
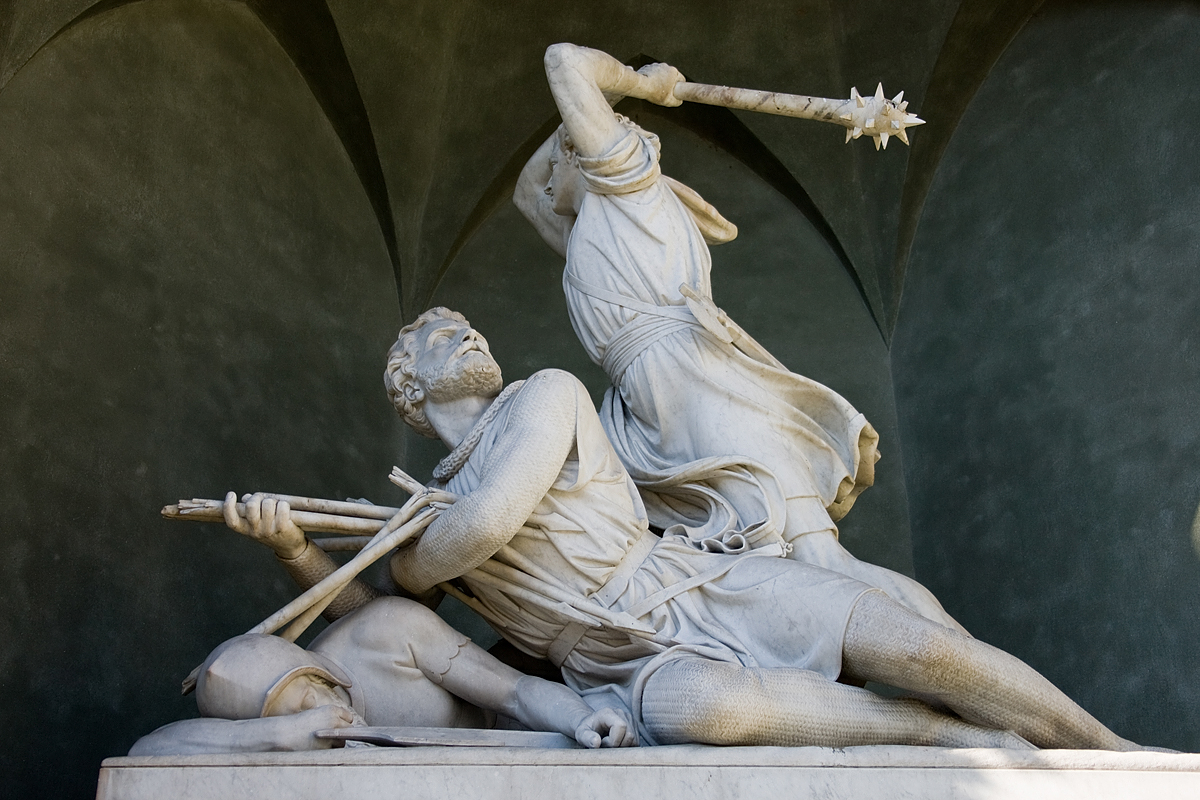
Winkelried-Denkmal von 1865
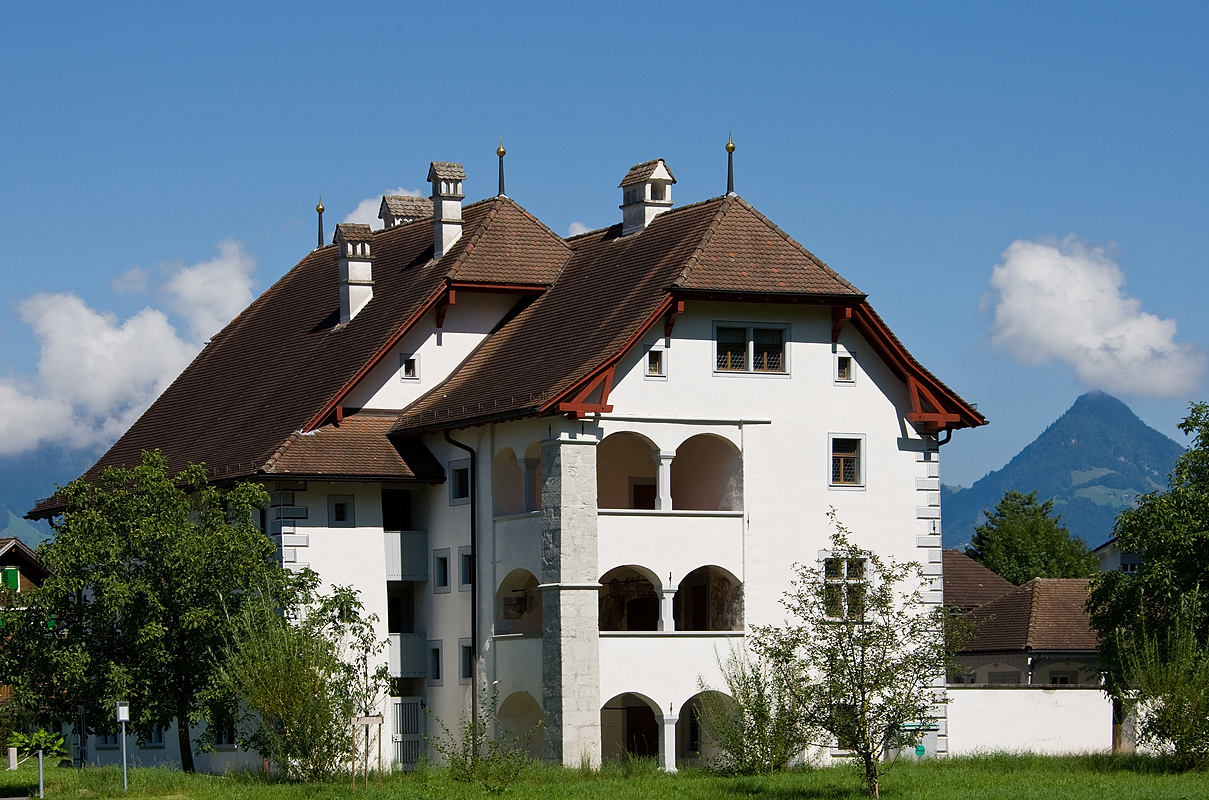
Winkelriedhaus aus dem 15. Jahrhundert
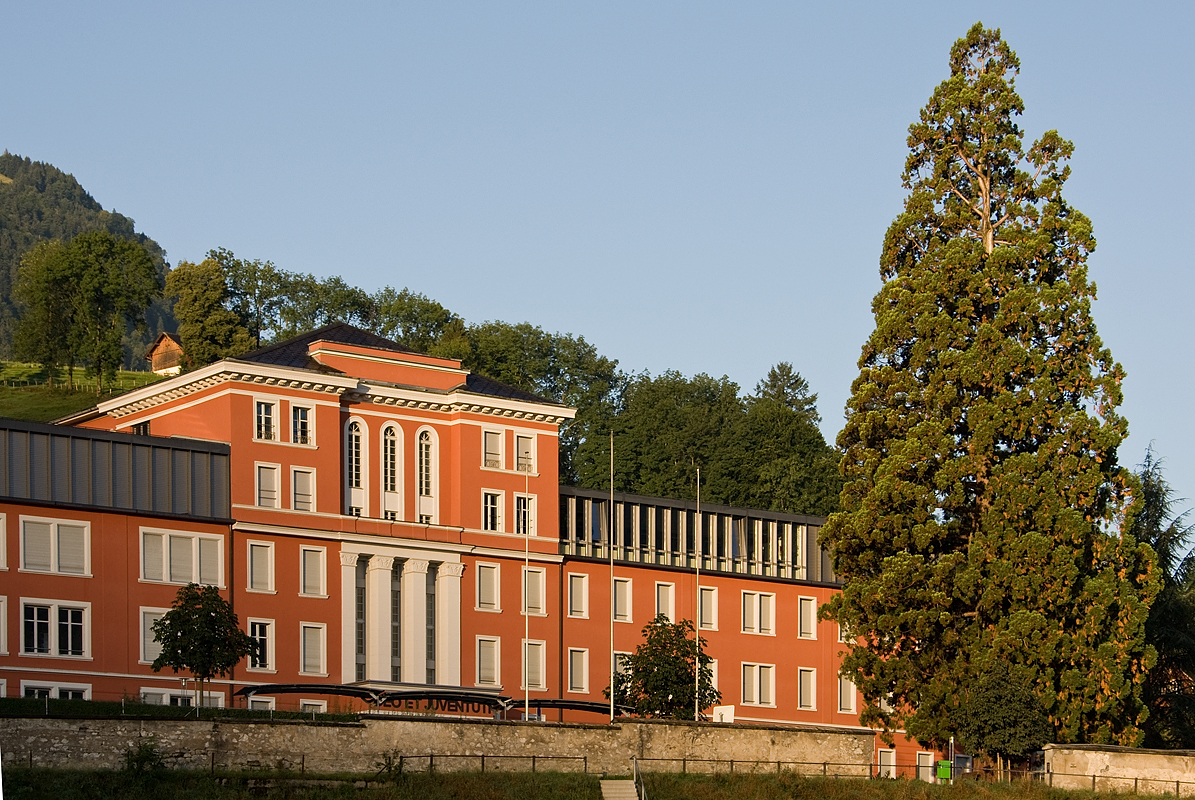
Kollegium St. Fidelis (1883)
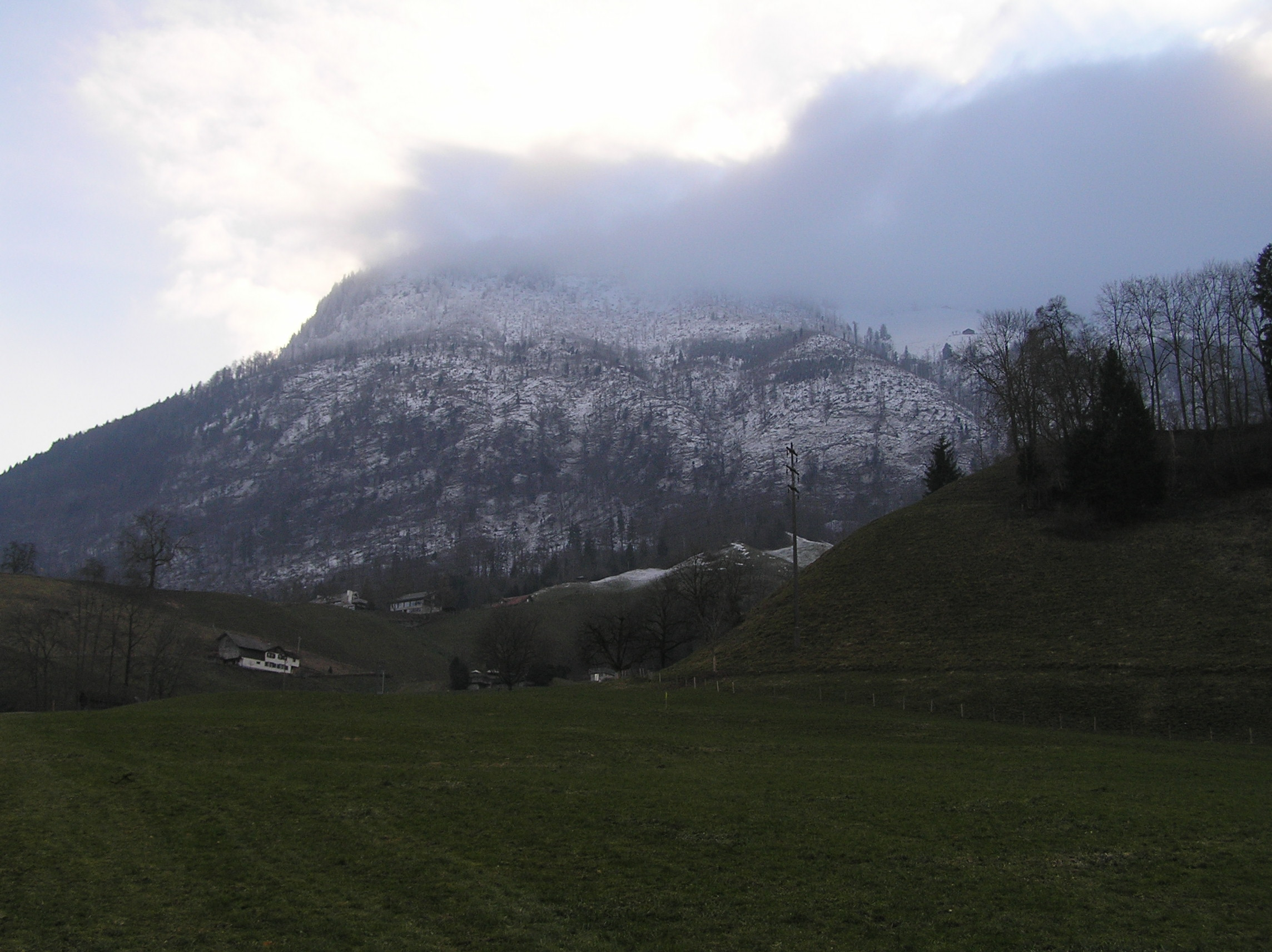
Stanserhorn im Nebel
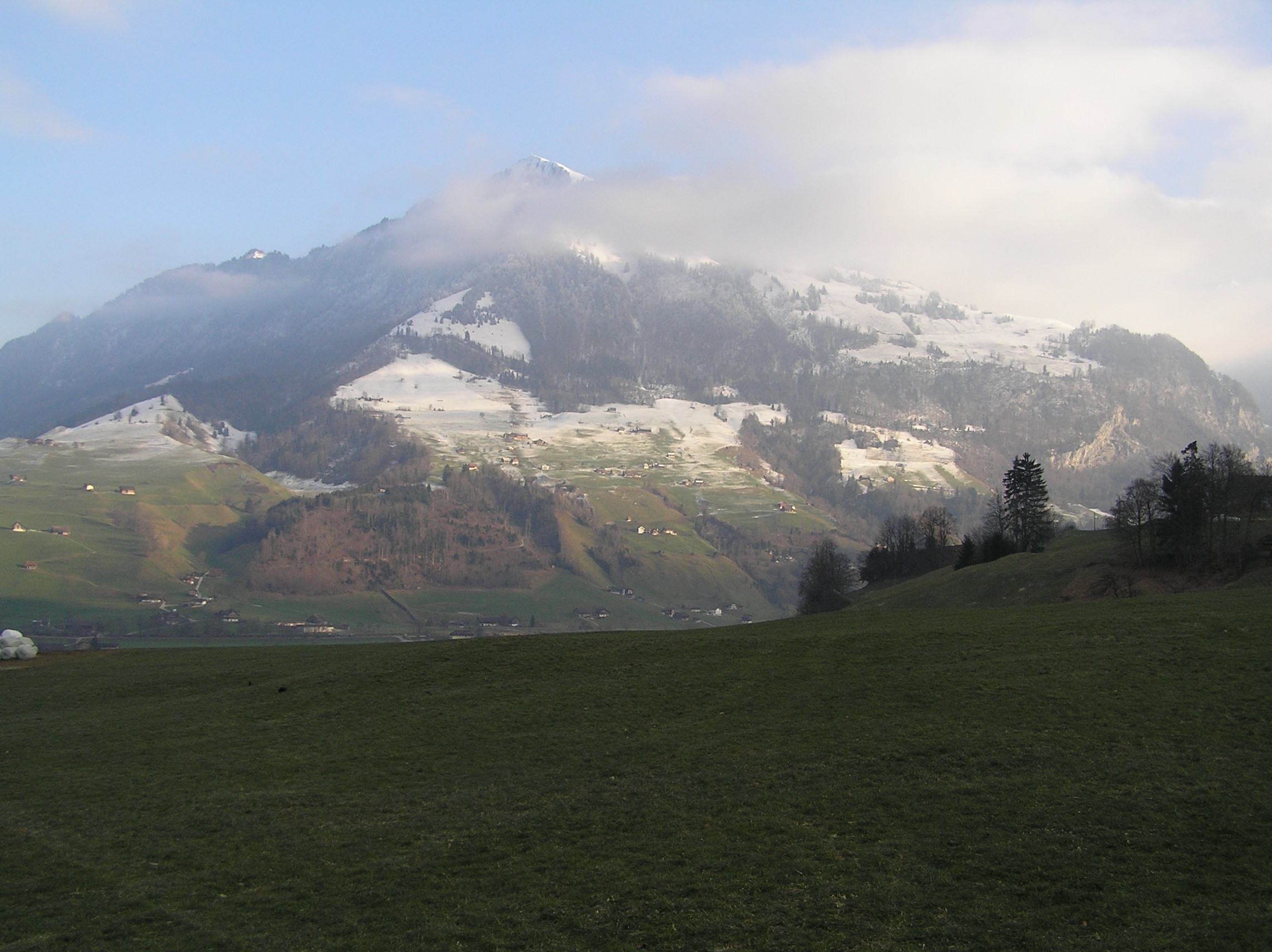
Buochserhorn
Blick vom Stanserhorn um 1895; links unten: Stans, link oben: Rigi, Bildmitte: Buochs.
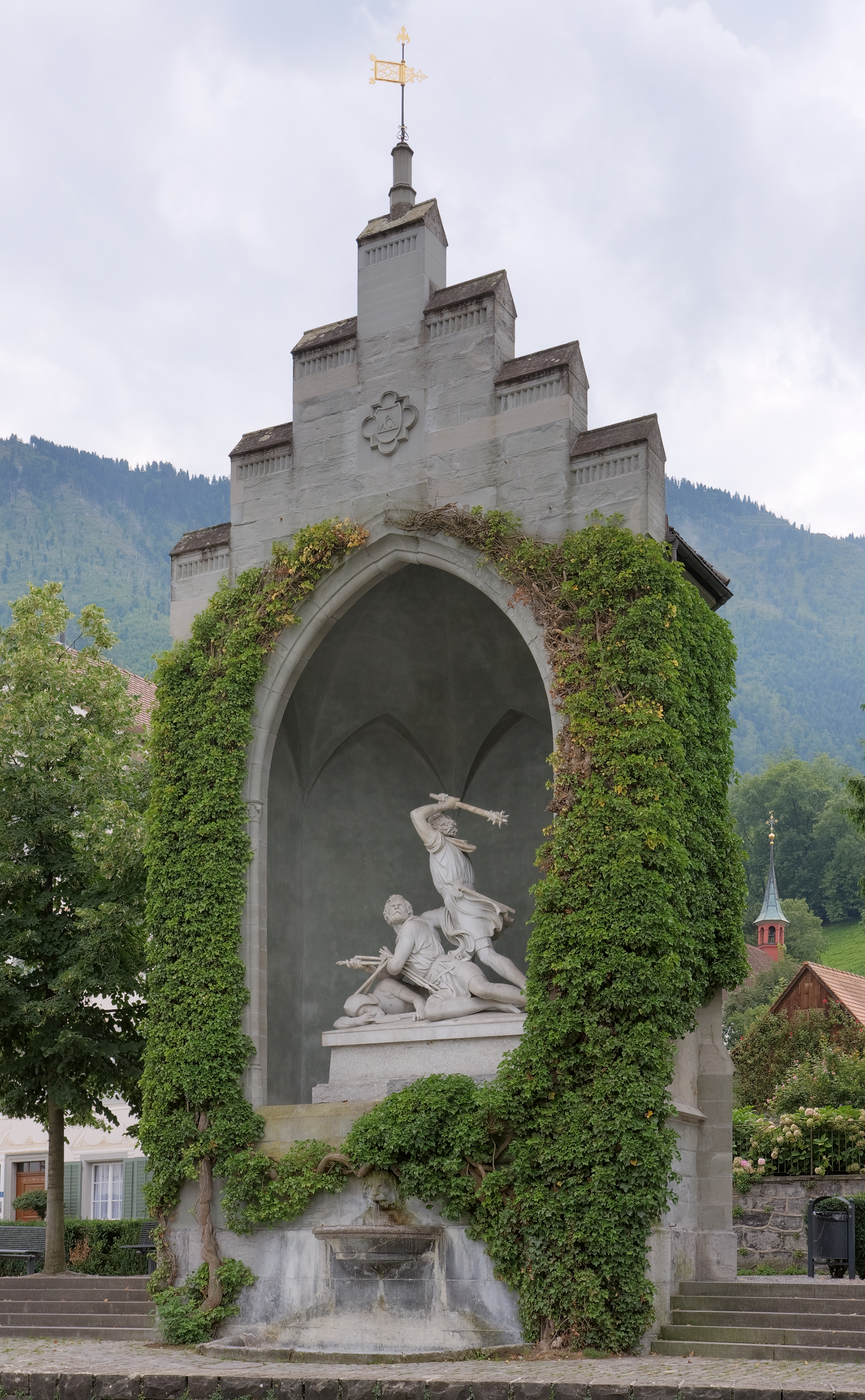
Winkelried-Denkmal von Schlöth und Stadler
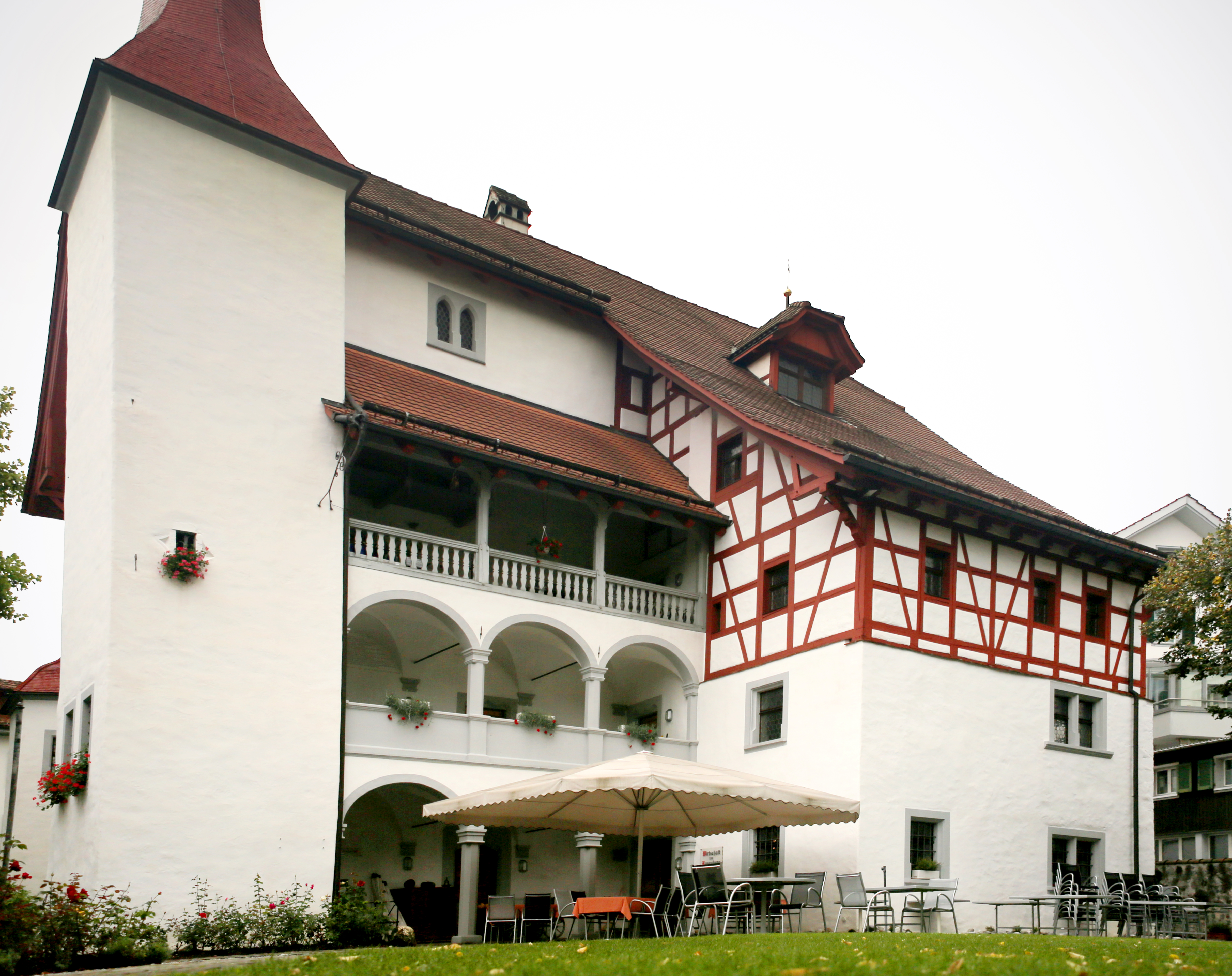
Höfli
Blick auf Hauptplatz des Dorfes Stans, 1910

## Politik

### Legislative
Die Legislative und das oberste Organ der Gemeinde ist die Gemeindeversammlung, welche zwei Mal im Jahr stattfindet.

### Exekutive
Der siebenköpfige Gemeinderat bildet die Exekutive der Gemeinde. Vorsteher des Gemeinderates (Gemeindepräsident) ist Lukas Arnold (Grüne). Dem Gemeinderat gehören ferner an: Christina Amstutz (Gemeindevizepräsidentin, GLP), Tom Egli (FDP), Peter Odermatt (Die Mitte), Sarah Odermatt (parteilos), Hubert Rüttimann (SP) und Andreas Waser (parteilos).

## Bevölkerung

### Bevölkerungsentwicklung
Die Einwohnerzahl wuchs in den 1850er Jahren stark an. Im folgenden Jahrzehnt flachte das Wachstum ein wenig ab, nahm dann aber ab den 1870er Jahren wieder stark zu. Insgesamt wuchs die Bevölkerung zwischen 1850 und 1900 um 921 Personen oder 49,1 %. Zwischen 1910 und 1930 stagnierte die Zahl der Bewohner. Von 1930 bis heute folgte ein ständiges Wachstum. Heute zählt die Gemeinde deutlich über 8'000 Einwohner. Allein im Jahr 2008 wuchs sie um 210 Personen oder 2,8 %. Mit den umliegenden Gemeinden zusammen bildet sie die Agglomeration Stans (Beckenried, Buochs, Ennetbürgen, Ennetmoos, Oberdorf, Stans und Stansstad) mit (Ende 2017) 31'946 Einwohnern. Von den Ende 2017 8'411 Einwohnern waren 4'209 männlichen und 4'202 weiblichen Geschlechts.
Bevölkerungsentwicklung von Stans seit 1850 Quelle: Volkszählungen (1850–2000 Eidgenössische), Bundesamt für Statistik (ab 2010)

### Sprachen
Die Bevölkerung spricht eine hochalemannische Mundart. Fast die gesamte Einwohnerschaft spricht als tägliche Umgangssprache deutsch. Bei der letzten Volkszählung im Jahr 2000 gaben 91,6 % Deutsch, 2 % Italienisch und 1,2 % Serbokroatisch als Hauptsprache an.

### Religionen – Konfessionen
Die Bevölkerung war früher vollumfänglich Mitglied der römisch-katholischen Kirche. Die Konfessionsverhältnisse im Jahr 2000 lassen immer noch die ursprüngliche Struktur erkennen. 5354 Personen waren katholisch (76,67 %). Daneben gab es 10,83 % evangelisch-reformierte und 1,02 % orthodoxe Christen, 2,96 % Muslime und 5,13 % Konfessionslose. 190 Personen (2,72 %) machten keine Angaben zu ihrem Glaubensbekenntnis.

### Herkunft – Nationalität
Von den 8137 Bewohnern Ende 2021 waren 6928 (85,14 %) Schweizer Staatsangehörige. Die Zugewanderten stammen mehrheitlich aus Mitteleuropa (Deutschland 265 und Österreich 27 Personen), aus Südeuropa (Italien 161, Portugal 120 und Spanien 35 Personen), dem ehemaligen Jugoslawien (Bosnien-Herzegowina 63 und Kosovo 50 Personen), Eritrea (60 Personen), Sri Lanka (52 Personen), Afghanistan (39 Personen), Syrien (31 Personen) und der Türkei (26 Personen). Bei der Volkszählung 2000 waren 6256 Personen (89,59 %) Schweizer Bürger; davon besassen 297 Personen eine doppelte Staatsbürgerschaft.

### Altersstruktur
Die Gemeinde zählt einen hohen Anteil an Leuten höheren Alters. Während der Anteil der Personen unter zwanzig Jahren 17,97 % der Ortsbevölkerung ausmacht, sind 21,83 % Senioren (65 Jahre und älter). Die grösste Altersgruppe stellen mittlerweile die Personen zwischen 60 und 79 Jahren. Im Jahr 2000 war es noch die Altersgruppe von 30 bis 44 Jahren. Grund dafür ist die Alterung der Generation der Babyboomer (Jahrgänge bis 1965). Auf 100 Leute im arbeitsfähigen Alter (20–64 Jahre; 4899 Personen) entfallen 30 Junge (1462 Personen) und 36 Menschen (1776 Personen) im Pensionsalter.
Bei der letzten Volkszählung im Jahr 2000 ergab sich folgende Altersstruktur:
| Alter  | 0–6 Jahre | 7–15 Jahre | 16–19 Jahre | 20–29 Jahre | 30–44 Jahre | 45–59 Jahre | 60–79 Jahre | 80 Jahre und mehr |
| Anzahl | 561       | 798        | 309         | 816         | 1795        | 1430        | 957         | 317               |
| Anteil | 8,03 %    | 11,43 %    | 4,43 %      | 11,69 %     | 25,71 %     | 20,48 %     | 13,70 %     | 4,54 %            |

Die aktuelle Altersverteilung zeigt folgende Tabelle:
| Alter                                                             | 0–6 Jahre | 7–15 Jahre | 16–19 Jahre | 20–29 Jahre | 30–44 Jahre | 45–59 Jahre | 60–79 Jahre | 80 Jahre und älter |
| Anzahl                                                            | 479       | 657        | 326         | 986         | 1534        | 1823        | 1879        | 453                |
| Anteil                                                            | 5,89 %    | 8,07 %     | 4,01 %      | 12,12 %     | 18,85 %     | 22,40 %     | 23,09 %     | 5,57 %             |
| Quelle: Bundesamt für Statistik, Bevölkerung nach Alter Ende 2021 |           |            |             |             |             |             |             |                    |

## Wirtschaft
In Stans ist die Arbeitslosigkeit tief; die Sozialhilfequote betrug 2019 1,16 %. Im Jahr 2020 waren von 10'030 Beschäftigten 5433 männlich und 4597 weiblich. Die Mehrheit der Beschäftigten arbeitete 2020 in Dienstleistungsunternehmen (Sektor 3). Danach folgte der Bereich Industrie und Gewerbe (Sektor 2). Der lange Zeit dominierende Bereich Landwirtschaft/Forstwirtschaft/Fischerei (Sektor 1) hat nur noch untergeordnete Bedeutung. Die Zahlen für die drei Sektoren sehen wie folgt aus:
| | 1. Sektor | 1. Sektor    | 1. Sektor         | 2. Sektor | 2. Sektor    | 2. Sektor         | 3. Sektor | 3. Sektor    | 3. Sektor         | Total    | Total        | Total             |
| | Betriebe  | Beschäftigte | Vollzeit- stellen | Betriebe  | Beschäftigte | Vollzeit- stellen | Betriebe  | Beschäftigte | Vollzeit- stellen | Betriebe | Beschäftigte | Vollzeit- stellen |
| Anzahl | 27        | 83           | 64                | 126       | 3243         | 3012              | 899       | 6704         | 4732              | 1052     | 10'030       | 7809              |
| Anteil | 2,57 %    | 0,83 %       | 0,82 %            | 11,98 %   | 32,33 %      | 38,57 %           | 85,46 %   | 66,84 %      | 60,60 %           | 100 %    | 100 %        | 100 %             |
| Quelle: Bundesamt für Statistik; Statistik der Unternehmensstruktur STATENT, Arbeitsstätten und Beschäftigte nach Gemeinde und Wirtschaftssektoren |           |              |                   |           |              |                   |           |              |                   |          |              |                   |

Im Jahr 2000 waren von 7075 Erwerbstätigen 2088 Personen aus Stans und 4987 Zupendelnde. Diese kamen zwar zum Grossteil (67 %) aus dem Kanton Nidwalden – doch befanden sich darunter auch rund 700 Leute aus dem Kanton Luzern und 500 aus dem Kanton Obwalden. Gleichzeitig gingen 1744 Leute aus Stans in anderen Gemeinden zur Arbeit; darunter 45 % im Kanton Luzern und nur 32 % in anderen Nidwaldner Gemeinden.

## Kultur und Bildung
Die Theatergesellschaft Stans betreibt das Theater an der Mürg Stans. Sie wurde 1824 gegründet und gehört damit zu den ältesten Laienbühnen der Schweiz.

## Verkehr

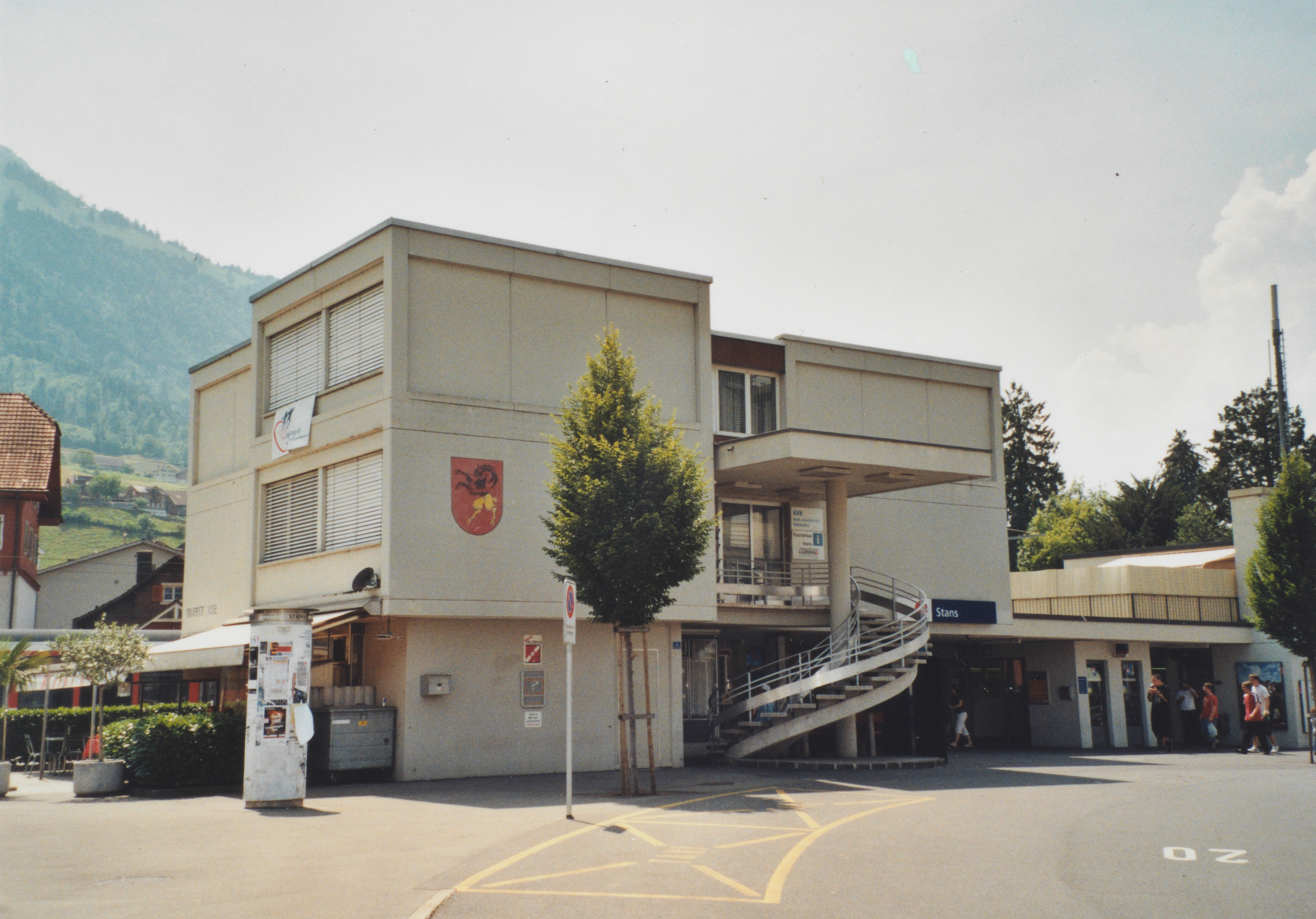
Bahnhof Stans, Strassenseite (2012)

Stans liegt unmittelbar an der Autobahn A2 Basel–Luzern–Gotthard. Um die Gemeinde vom Ausweichverkehr der Autobahn zu entlasten, wurde ein Verkehrslenkungskonzept erarbeitet.
Der Bahnhof Stans liegt an der Strecke Luzern–Engelberg. 1893 eröffnete die Stanserhorn-Bahn (SthB), eine Standseilbahn, die auf das Stanserhorn führt. Über die im selben Jahr eröffnete Elektrische Strassenbahn Stansstad-Stans (StSt) bestand Verbindung mit den Dampfschiffen des Vierwaldstättersees in Stansstad. Wegen der Konkurrenz durch die 1898 eröffnete Stansstad-Engelberg-Bahn (StEB), die von Stansstad über Stans nach Engelberg führt, wurde die Strassenbahn jedoch 1903 stillgelegt. Wegen finanzieller Schwierigkeiten wurde 1964 die StEB zunächst stillgelegt. Daraufhin wurde die Strecke komplett saniert und eine Verlängerung bis zur Brünigbahn in Hergiswil errichtet. Die Strecke wurde dann als Luzern-Stans-Engelberg-Bahn (LSE) mit Verbindung bis Luzern wiedereröffnet. Auf Anfang 2005 fusionierte die LSE mit der Brünigbahn zur Zentralbahn (ZB).

## Persönlichkeiten
- Melchior Lussi (1529–1606), Politiker und Offizier
- Clara Guot (1578–1669), Frau Mutter des Klosters St. Klara
- Veronika Gut (1757–1829), Unterstützerin des Nidwaldner Widerstandes
- Ludwig Maria Keyser (1765–1840), Politiker
- Christian Bircher (1775–1861), Politiker
- Melchior Paul von Deschwanden (1811–1881), Künstler des Nazarenerstils
- August Feierabend (1812–1887), Mediziner und Schriftsteller
- Ferdinand Jann (1812–1874), Politiker und Arzt
- Josef Flühler (1814–1881), Politiker
- Karl Jann (1814–1877), Politiker
- Karl Georg Kaiser (1817–1865), Politiker
- Jakob Keyser (1818–1876), Politiker
- Niklaus Lussi (1825–1897), Politiker
- Walter Zelger (1826–1874), Politiker und Arzt
- Alois Flüeler (1829–1909), Politiker
- Karl Odermatt (1830–1900), Politiker
- Franz Anton Rohrer (1832–1882), Kirchenhistoriker, Priester und Bibliothekar des Klosters St. Gallen
- Robert Durrer (1836–1889), Jurist und Politiker
- Karl Wagner (1838–1916), Politiker
- Ferdinand Businger (1839–1909), Politiker
- Hans von Matt (1842–1900), Verleger und Antiquar
- Karl Georg Kaiser (1843–1916), Politiker und Kunstmaler
- Emil Keyser (1846–1923), Genremaler
- Arnold Deschwanden (1847–1905), Politiker
- Josef von Matt (1847–1920), Politiker
- Karl Odermatt (1851–1923), Politiker
- Arnold Odermatt (1857–1926), Politiker
- Alfred Jann (1858–1921), Politiker
- Athanasius Staub (1864–1955), Theologe
- Louis Spichtig (1866–1936), Politiker
- Robert Durrer (1867–1934), Historiker, Richter und Archivar
- Franz Odermatt (1867–1952), Landschreiber, Politiker und Schriftsteller
- Gabriel Zelger (1867–1934), Missionar in Tansania
- Karl Gut (1872–1920), Politiker
- Eduard Zimmermann (1872–1949), Bildhauer
- Anton von Deschwanden (1877–1960), Politiker
- Josef Niederberger (1880–1949), Politiker
- Pater Bernard Flüeler (1882–1958), Maler, Grafiker, Kunsthandwerker, Kustos und Kunstpädagoge
- Werner Deschwanden (1888–1961), Politiker
- Ernst Achermann (1890–1972), Politiker
- Marie Odermatt-Lussy (1891–1971), Volkskundlerin
- Jakob Wyrsch (1892–1980), Psychiater und Schriftsteller
- Grete Hess (1894–1976), Künstlerin, Schriftstellerin und Radiomoderatorin
- Leutfrid Signer (1897–1963), Rektor des Kollegiums St. Fidelis
- Anton Flüeler (1898–1960), Bühnenbildner, Tänzer, Schauspieler, Illustrator, Glasmaler und Kunsthandwerker
- Josef von Matt (1901–1988), Schriftsteller in Nidwaldner Mundart, Buchhändler, Verleger und Antiquar
- August Blaesi (1903–1979), Bildhauer
- Arnold Stöckli (1909–1997), Architekt
- Arnold Odermatt (1925–2021), Polizist und Photograph
- Hans Küchler (1929–2001), Grafiker, Aquarellist, Glasmaler, Illustrator und Objektkünstler
- Meinrad Amstutz (1930–1991), Politiker
- Josef Maria Odermatt (1934–2011), Bildhauer
- Peter von Matt (1937–2025), Literaturwissenschaftler und Publizist
- Agnes Barmettler (* 1945), Künstlerin
- Peter Beat Wyrsch (* 1946), Regisseur und ehemaliger Theaterintendant
- Leo Odermatt (* 1948), Politiker
- Pi Ledergerber (* 1951), Bildhauer
- Jo Achermann (* 1954), Bildhauer
- Joseph Odermatt (* im 20. Jh.), Geistlicher, Papst der palmarianisch-katholischen Kirche
- Urs Odermatt (* 1955), Regisseur
- Silvia Götschi (* 1958), Schriftstellerin
- Bruno Amstad (1964–2024), Sänger
- Lucia Mayer-Hofmann (* 1979), Langstreckenläuferin
- Reto Zanni (* 1980), Fussballspieler
- Markus Vogel (* 1984), Skirennfahrer
- Michael Schmid (* 1988), Ruderer, Europameister
- Zoël Amberg (* 1992), Rennfahrer
- Marco Odermatt (* 1997), Skirennfahrer
- Tobias Geisser (* 1999), Eishockeyspieler